# Sept-Forges
Sept-Forges település Franciaországban, Orne megyében. Lakosainak száma 250 fő (2018. január 1.). Sept-Forges Saint-Denis-de-Villenette, Le Housseau-Brétignolles, Rennes-en-Grenouilles, Beaulandais, Geneslay és Loré községekkel határos.

## Népesség
A település népessége az elmúlt években az alábbi módon változott:
| Lakosok száma | 425  | 394  | 363  | 317  | 250  | 290  | 277  | 251  | 251  | 250  |
|               | 1962 | 1968 | 1975 | 1982 | 1990 | 2008 | 2013 | 2015 | 2017 | 2018 |